# Dytryk V
Dytryk V (według innych wersji numeracji: VI lub VII) (ur. ok. 1226 r., zm. we wrześniu 1275 r.) – hrabia Kleve od 1260 r.

## Życiorys
Dytryk był synem hrabiego Kleve Dytryka IV i jego drugiej żony, Jadwigi, córki margrabiego Miśni i Łużyc Dytryka I Zgnębionego. Po śmierci w 1245 r. starszego brata, także Dytryka (pochodzącego z pierwszego małżeństwa ojca) został następcą tronu kliwijskiego. Po raz pierwszy pojawił się w źródłach w 1242 r. jako Dytryk z Miśni (dla odróżnienia od starszego brata określono go miejscem pochodzenia jego matki). Jeszcze przed śmiercią ojca został dopuszczony do współrządów; w 1255 r. otrzymał w podziale księstwa jego większą część z Kleve i Kalkarem, podczas gdy młodszy brat Dytryk Luf otrzymał przede wszystkim ziemie na prawym brzegu Renu z Wesel. 
W 1257 r. Dytryk poślubił Aleidis, córkę hrabiego Sponheim Henryka I, która w posagu wniosła mu hrabstwo Hülchrath stanowiące lenno podległe arcybiskupom Kolonii. Po śmierci ojca w 1260 r. Dytryk odziedziczył tytuł hrabiego Kleve. Podczas swych rządów znajdował się pod wpływem arcybiskupów Kolonii, szczególnie swego kuzyna Engelberta z Falkenburga pełniącego tę funkcję w latach 1261–1274. 
W 1262 r. uczestniczył po stronie arcybiskupa Engelberta w jego sporze z mieszczanami z Kolonii. W 1265 r. zerwał oblężenie miasta prowadzone przez biskupa – w legendzie sprawczynią tego uczynku miała być patronka Kolonii św. Urszula, która miała objawić się we śnie Dytrykowi. Uczestniczył jednak w dalszych starciach arcybiskupa z Kolonią. Toczył także jednocześnie konflikt z hrabiami Geldrii (zakończony układem w 1266 r.) oraz z młodszym bratem Dytrykiem Lufem.
Dytryk dbał o rozwój swego hrabstwa poprzez jego kolonizację i zakładanie ośrodków miejskich – prawa miejskie otrzymały od niego m.in. Dinslaken, Kalkar (powtórnie), Büderich czy Orsoy.
Z małżeństwa z Aleidis pochodziło sześcioro dzieci:
- Dytryk VI, następca ojca jako hrabia Kleve,
- Dytryk, prepozyt w Xanten,
- Agnieszka, zakonnica w Bedburgu,
- Matylda, druga żona landgrafa Hesji Henryka I,
- Dytryk Luf, hrabia Hülchrath,
- Irmgarda, żona hrabiego Bergu Wilhelma I.